# Armilla de punt

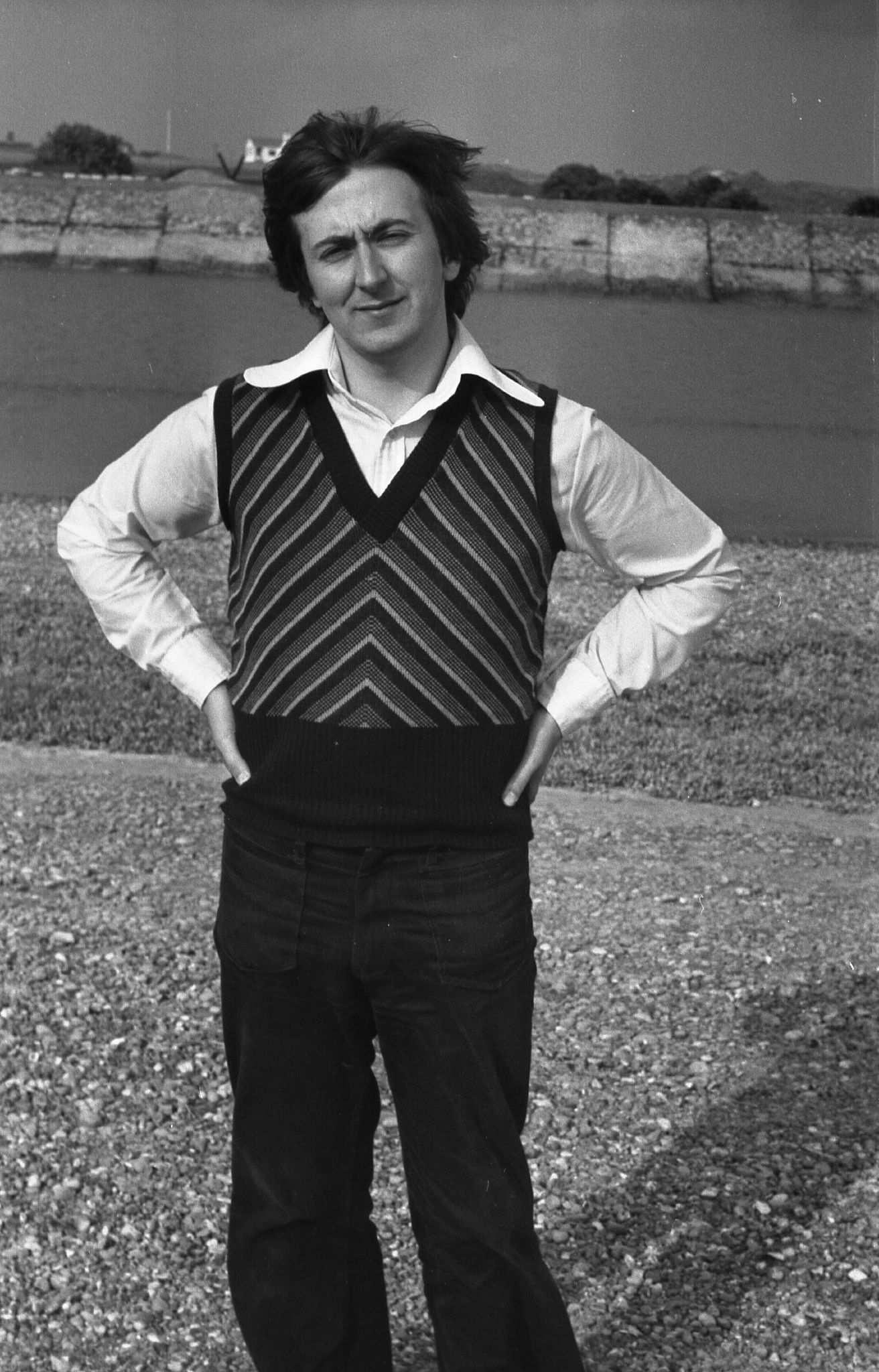
Exemple d'armilla de punt.

Armilla de punt és el nom que es dona genèricament a qualsevol jersei sense mànigues i característicament amb coll en punta; pot ser tancada (amb aspecte de pul·lòver a què hom hagués tallat les mànigues) o oberta (com un càrdigan que hagués perdut les mànigues). El nom, força descriptiu, es deu al fet que en la forma recorda una armilla pròpiament dita; la diferència principal entre ambdues peces és que l'armilla és de roba, mentre que l'armilla de punt, com indica el nom, és un tipus de jersei.
L'armilla de punt és article de moda unisex d'ús general. Acostuma de ser de punt lleuger, amb què no abriga gaire; per això s'usa en entretemps com a peça exterior, i a l'hivern sota abric o similar. Entre els homes no és rar dur l'armilla de punt amb camisa i corbata, a l'estil del pul·lòver. També és peça típica dels jugadors de golf.
El nom d'aquesta peça en anglès britànic és sleeveless pullover, slipover i tank top; en anglès estatunidenc es coneix com a sweater vest ('armilla jersei').